# Johannes de Habsbourg-Lorraine
Johannes de Habsbourg-Lorraine (ou Johannes d'Autriche), né le 1er juin 1981, est un membre de la maison de Habsbourg-Lorraine en tant qu'arrière-petit-fils de l'empereur Charles Ier d'Autriche. Belgo-suisse, il est prêtre catholique de la fraternité Eucharistein.

## Biographie

### Environnement familial
Johannes de Habsbourg-Lorraine voit le jour le 1er juin 1981 à Etterbeek près de Bruxelles,. Il est le troisième des huit enfants de l'archiduc Rudolf de Habsbourg-Lorraine (né en 1950) et de la baronne Marie-Hélène de Villenfagne de Vogelsanck (née en 1954), mariés en 1976,,. 
Ses grands-parents paternels sont l'archiduc Charles-Louis d’Autriche (1918-2007) et la princesse Yolande de Ligne (1923-2023). Ses arrière grands-parents en ligne paternelle sont l'empereur Charles Ier d'Autriche et l'impératrice Zita de Bourbon-Parme, dernier couple impérial régnant en Autriche,,. 
Par sa grand-mère paternelle, la princesse Yolande de Ligne, ses arrières grands-parents sont Eugène II de Ligne 11e prince de Ligne (1893-1960), diplomate belge et chef de la maison de Ligne en 1937 et Philippine de Noailles (1898-1991) des ducs de Noailles, de Mouchy et Poix, mariés à Paris en 1917.

### Enfance et jeunesse

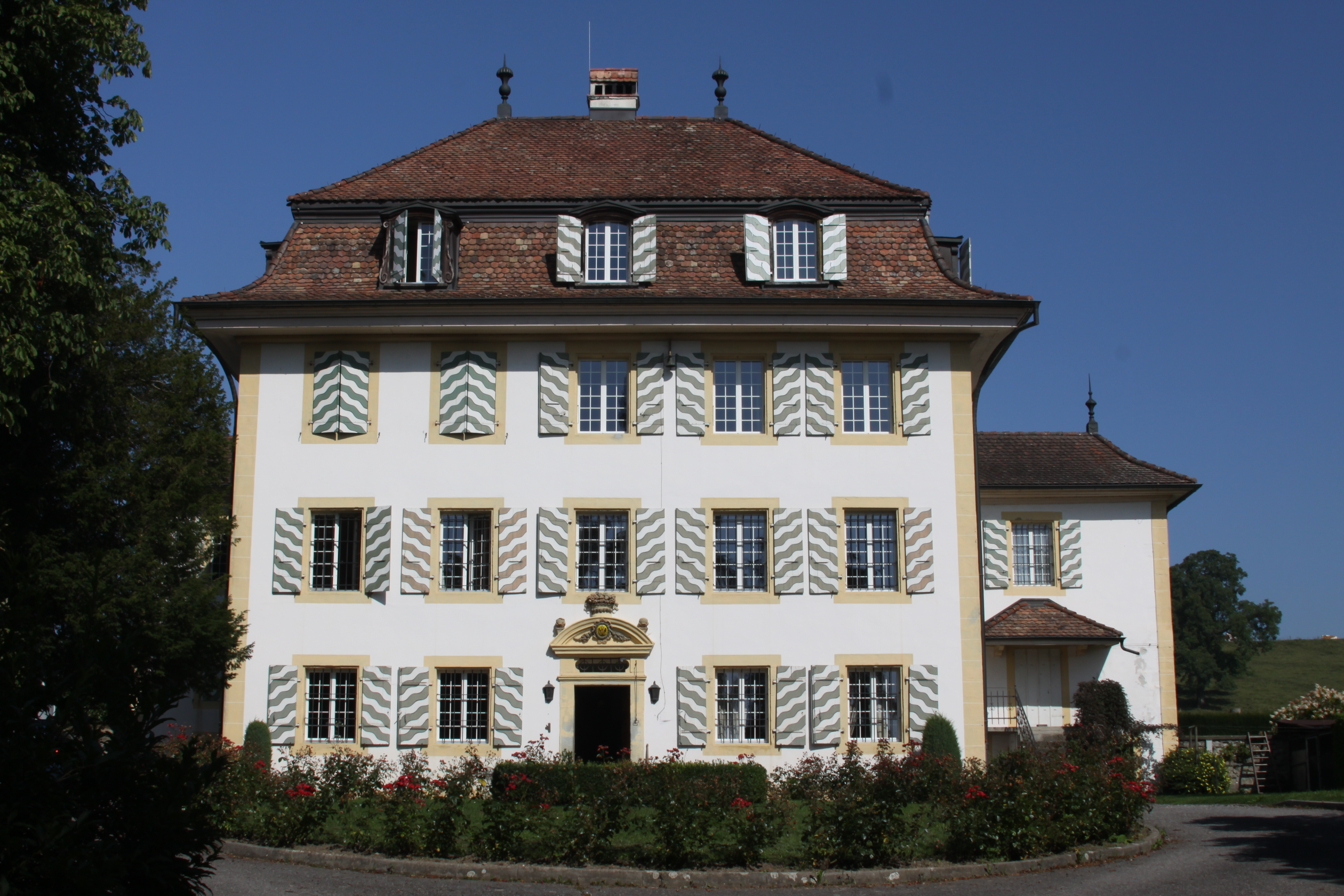
Le château de Diesbach-Torny, en 2011.

Johannes d'Autriche passe la plus grande partie de son enfance et de son adolescence au sein d'une famille profondément catholique et pratiquante, dans le village fribourgeois de Torny-le-Grand, au château de Diesbach-Torny, un édifice que ses parents ont acquis en 1989 pour y élever leur famille nombreuse. 
Selon des témoignages de membres de sa famille, « enfant, il était déjà tourmenté par le mal qui envahit le monde ».
Son arrière-grand-père l’empereur Charles Ier a été béatifié en 2004.

### Formation et parcours spirituel
Après avoir effectué sa scolarité à Romont puis au collège Saint-Michel de Fribourg, Johannes de Habsbourg-Lorraine entame des études d’économie à l’université de Saint-Gall. À 23 ans, il intègre une banque parisienne spécialisée dans les fusions-acquisitions,.
Cette carrière lui fait cependant ressentir « un profond sentiment de manque intérieur », selon ses propres dires, et il quitte la banque parisienne après un an.
Son père, engagé à l’institut Philanthropos de Fribourg, l’invite à y séjourner. Il décide alors d’y entreprendre des études. À la même époque, il a « une discussion décisive » avec sa sœur cadette, Marie-des-Neiges, qui, à 17 ans, « a fait une rencontre personnelle avec Dieu ». Au début de ses études à Philanthropos, il se rapproche de la fraternité Eucharistein, basée en Valais. Il prend alors une année sabbatique au château Rima, une des trois maisons de la communauté, dans le diocèse de Fréjus-Toulon en France.
De 2011 à 2015, il étudie à l'université de Fribourg, où il obtient un master en théologie avec un mémoire de fin d’études intitulé « La menace divine ».
Depuis 2017, Johannes de Habsbourg-Lorraine réside au château de Beauregard, « maison » de la fraternité Eucharistein à Saint-Jeoire-en-Faucigny, en Haute-Savoie.

### Ordination sacerdotale
Johannes de Habsbourg-Lorraine est ordonné prêtre, le 16 juin 2018, à Vérolliez-Saint-Maurice (Suisse), sur le champ des martyrs, juste à côté de l’abbaye de Saint-Maurice. Dominique Rey, évêque de Fréjus-Toulon, et prélat référent de la Fraternité, préside la cérémonie.
Le 22 juin 2019, il prononce ses vœux définitifs au sein de sa fraternité.
Trois de ses frères et sœurs cadets ont également intégré la fraternité Eucharistein : Joseph (né en 1991), Thomas (né en 1983) et Marie des Neiges (née en 1986).

## Ascendance
|  |                                                     |  |  |  |  |  |  |  |  |  |  |  |  |
|  | 8. Charles Ier d'Autriche                           |  |  |  |  |  |  |  |  |  |  |  |  |
|  |                                                     |  |  |  |  |  |  |  |  |  |  |  |  |
|  |                                                     |  |  |  |  |  |  |  |  |  |  |  |  |
|  | 4. Charles-Louis d'Autriche (1918-2007)             |  |  |  |  |  |  |  |  |  |  |  |  |
|  |                                                     |  |  |  |  |  |  |  |  |  |  |  |  |
|  |                                                     |  |  |  |  |  |  |  |  |  |  |  |  |
|  | 9. Zita de Bourbon-Parme                            |  |  |  |  |  |  |  |  |  |  |  |  |
|  |                                                     |  |  |  |  |  |  |  |  |  |  |  |  |
|  |                                                     |  |  |  |  |  |  |  |  |  |  |  |  |
|  | 2. Rudolf de Habsbourg-Lorraine (1950)              |  |  |  |  |  |  |  |  |  |  |  |  |
|  |                                                     |  |  |  |  |  |  |  |  |  |  |  |  |
|  |                                                     |  |  |  |  |  |  |  |  |  |  |  |  |
|  | 10. Eugène II de Ligne                              |  |  |  |  |  |  |  |  |  |  |  |  |
|  |                                                     |  |  |  |  |  |  |  |  |  |  |  |  |
|  |                                                     |  |  |  |  |  |  |  |  |  |  |  |  |
|  | 5. Yolande de Ligne (1923-2023)                     |  |  |  |  |  |  |  |  |  |  |  |  |
|  |                                                     |  |  |  |  |  |  |  |  |  |  |  |  |
|  |                                                     |  |  |  |  |  |  |  |  |  |  |  |  |
|  | 11. Philippine de Noailles                          |  |  |  |  |  |  |  |  |  |  |  |  |
|  |                                                     |  |  |  |  |  |  |  |  |  |  |  |  |
|  |                                                     |  |  |  |  |  |  |  |  |  |  |  |  |
|  | 1. Johannes d'Autriche (1981)                       |  |  |  |  |  |  |  |  |  |  |  |  |
|  |                                                     |  |  |  |  |  |  |  |  |  |  |  |  |
|  |                                                     |  |  |  |  |  |  |  |  |  |  |  |  |
|  | 12. Jean de Villenfagne de Vogelsanck               |  |  |  |  |  |  |  |  |  |  |  |  |
|  |                                                     |  |  |  |  |  |  |  |  |  |  |  |  |
|  |                                                     |  |  |  |  |  |  |  |  |  |  |  |  |
|  | 6. Guy de Villenfagne de Vogelsanck                 |  |  |  |  |  |  |  |  |  |  |  |  |
|  |                                                     |  |  |  |  |  |  |  |  |  |  |  |  |
|  |                                                     |  |  |  |  |  |  |  |  |  |  |  |  |
|  | 13. Elisabeth van de Werve d'Immerseel              |  |  |  |  |  |  |  |  |  |  |  |  |
|  |                                                     |  |  |  |  |  |  |  |  |  |  |  |  |
|  |                                                     |  |  |  |  |  |  |  |  |  |  |  |  |
|  | 3. Marie-Hélène de Villenfagne de Vogelsanck (1954) |  |  |  |  |  |  |  |  |  |  |  |  |
|  |                                                     |  |  |  |  |  |  |  |  |  |  |  |  |
|  |                                                     |  |  |  |  |  |  |  |  |  |  |  |  |
|  | 14. Roger de Crombrugghe de Looringhe               |  |  |  |  |  |  |  |  |  |  |  |  |
|  |                                                     |  |  |  |  |  |  |  |  |  |  |  |  |
|  |                                                     |  |  |  |  |  |  |  |  |  |  |  |  |
|  | 7. Marie-Renée de Crombrugghe de Looringhe          |  |  |  |  |  |  |  |  |  |  |  |  |
|  |                                                     |  |  |  |  |  |  |  |  |  |  |  |  |
|  |                                                     |  |  |  |  |  |  |  |  |  |  |  |  |
|  | 15. Marie-Thérèse du Roy de Blicquy                 |  |  |  |  |  |  |  |  |  |  |  |  |
|  |                                                     |  |  |  |  |  |  |  |  |  |  |  |  |
|  |                                                     |  |  |  |  |  |  |  |  |  |  |  |  |

### Filmographie
- Héritier, de Crescendo Films et KTO (prod.) et de Christophe  Giordani (réal.), 2019, 52 min [présentation en ligne].